# Навчально-виховний комплекс № 16 (Мелітополь)
Багатопрофільний навчально-виховний комплекс «Дитячий садок-школа-ВНЗ» зі статусом школи інноваційного типу – спеціалізований загальноосвітній навчальний заклад у місті Мелітополь Запорізької області. Найбільша школа у місті за кількістю учнів.

## Історія
Школа № 16 будувалася 2 роки та відкрилася 1988 року. Першим директором стала Галина Олександрівна Павленко.
У 1999 році школа була перетворена на навчально-виховний комплекс (НВК).

## Досягнення
НВК є однією з найкращих шкіл міста за результатами міських та обласних предметних олімпіад з математики, історії, іноземних мов, фізики, хімії, інформатики, географії. Серед класів школи проводиться конкурс захисту наукових проектів. Учні НВК успішно беруть участь у фестивалі «Нащадки козацької слави».
У рамках програми виховання лідерів через спорт «Dreams+teams» НВК співпрацює з Brookway High School з Манчестера та регулярно обмінюється делегаціями викладачів та учнів. Також школа бере участь у міжнародній програмі "З двох роби три" спільно зі школами Берліна та Варшави.

## Традиції
У листопаді відбуваються Ломоносівські Дні, упродовж яких учні пишуть шкільні олімпіади. Наприкінці цих днів підбиваються підсумки.
14 лютого у школі діє Пошта Валентина, коли на перерві ти віддаєш валентинку Купідону, а на уроці він її доставляє.
Щорічно в травні в НВК відбувається свято «Парад зірок», на якому підбиваються підсумки участі кожного учня в житті школи та нагороджуються переможці в різних номінаціях.
З 1995 року на базі НВК щорічно проходить міський конкурс дружин юних пожежників та рятувальників, на якому учні НВК незмінно досягають високих результатів.

## Шкільне самоврядування
З 2001 року в НВК діє програма розвитку та підтримки шкільного самоврядування. Самоврядування представлене радою старшокласників, виборним президентом, прем'єр-міністром та численними міністрами. Учні самостійно ініціюють та організовують внутрішньошкільні заходи, благодійні концерти, видають шкільну газету. Шкільна влада співпрацює з міжнародними організаціями, а в 2011 році НВК зайняв друге місце в обласному конкурсі дитячих внутрішньошкільних організацій.
Президент НВК обирався на дворічний термін до 2017 року, з 2017 року президент обирається на один рік. Кандидати в президенти висуваються з-поміж відмінників та активістів. Передвиборні програми зачитуються по шкільному радіо та обговорюються на класних годинах. Учні 5-11 класів та педагоги отримують бюлетені для таємного голосування. Результати виборів оголошуються в урочистій атмосфері під час осіннього балу.

## Відомі вчителі
- Оксана Лапіна – вчитель англійської мови, переможець обласного конкурсу «Учитель року» (2012)[7]

## Відомі випускники
- Хачеріді Євген Григорович (нар. 1987) - гравець футбольного клубу «Динамо» Київ та національної збірної України з футболу[8]
- Моїсеєнко Олексій Анатолійович (нар. 1991) - гравець футбольного клубу "Гірник-Спорт"